# Savršeni učenik (1998.)
Savršeni učenik je psihološki triler iz 1998. godine utemeljen na istoimenom romanu Stephena Kinga.

## Radnja
Tinejdžer Tod Bowden (B. Renfro) izvrstan je učenik, bistri i daroviti srednjoškolac koji 1984. odrasta u idiličnom predgrađu Los Angelesa. Todovi se roditelji, otac Richard (B. Davison) i majka Monica (A. Dowd), ponose svojim sinom, a on svo slobodno vrijeme provodi u druženju s najboljim prijateljem Joeyjem (J. Jackson) i zabavama s djevojkama. Jednog dana, zaintrigiran satom povijesti posvećenom holokaustu, Tod odluči temeljito se posvetiti toj temi. Nakon mnogo sati naporna čitanja i učenja doznaje mnoštvo detalja o nacističkoj Njemačkoj i holokaustu. Jedne večeri, vraćajući se autobusom iz škole, iznenađen primijeti da njegov susjed Arthur Denker (I. McKellen), povučeni i usamljeni starac njemačkog podrijetla, vrlo sliči zloglasnom Kurtu Dussanderu, nikad uhićenom zapovjedniku nacističkog koncentracijskog logora. Prikupivši dovoljno dokaza da je Denker uistinu Dussander, Tod uskoro pokuca na vrata starčeve kuće i odluči ga ucijeniti. Želi li izbjeći uhićenje i izručenje Izraelu, Dussander mora Todu detaljno prepričati sva svoja sjećanja na konc-logore, i sve ono što ne piše u udžbenicima povijesti.
Nakon što Dussander nevoljko pristane, između njega i Toda postupno se razvija bizaran odnos, u kojem mladić s vremenom sve više uživa u mučenju starca. Istodobno, počinju ga progoniti noćne more, u kojima proživljava stravične prizore iz Dussanderovih priča. Zahvaljujući tome, sve više zaostaje u školi, čime privlači pozornost požrtvovnog pedagoga Edwarda Frencha (D. Schwimmer). Predstavljajući se kao Todov djed, Dussander odluči iskoristiti nastalu situaciju, posjetiti Frencha i na vrijeme se zaštititi od neugodnog svjedoka....